# Sköllersta distrikt
Sköllersta distrikt är från 2016 ett distrikt i Hallsbergs kommun och Örebro län.
Distriktet ligger nordost om Hallsberg.

## Tidigare administrativ tillhörighet
Distriktet inrättades 2016 och utgörs av socknen Sköllersta i Hallsbergs kommun.
Området motsvarar den omfattning Sköllersta församling hade vid årsskiftet 1999/2000.